# Kalinka Petrie
Kalinka Joyce Petrie (* 21. Juni 1994 in Montreal, Québec) ist eine kanadische Schauspielerin. Sie wirkt vor allem in englisch- und französischsprachigen Fernsehproduktionen mit.

## Leben
Petrie, die mit Englisch und Französisch bilingual aufwuchs, debütierte 2012 im Kurzfilm Choices und in der Fernsehserie Tactik, in der sie die Rolle der Audrey Lebrun bis 2013 in insgesamt 15 Episoden darstellte. Es folgte 2013 unter anderem eine Besetzung in dem Fernseh-Zweiteiler CAT. 8 – Wenn die Erde verglüht… in der Rolle der Karen Ranger. In den nächsten Jahren hatte sie Besetzungen in Fernsehserien wie Being Human, The Listener – Hellhörig oder auch Man Seeking Woman.

## Filmografie
- 2012: Choices (Kurzfilm)
- 2012–2013: Tactik (Fernsehserie, 15 Episoden)
- 2013: CAT. 8 – Wenn die Erde verglüht… (CAT. 8) (Fernsehfilm)
- 2013: Elternalarm – Die Familie Parent (Les Parent) (Fernsehserie)
- 2013: The Beautiful Risk
- 2013–2014: Yamaska (Fernsehserie, 4 Episoden)
- 2014: Being Human (Fernsehserie, 3 Episoden)
- 2014: Brick Mansions
- 2014: The Listener – Hellhörig (The Listener) (Fernsehserie, Episode 5x10)
- 2014: Best Christmas Party Ever (Fernsehfilm)
- 2015: Aurélie Laflamme: Les pieds sur terre
- 2015: Shooting Horses (Kurzfilm)
- 2015: Marche à l’ombre (Fernsehserie, Episode 1x02)
- 2015: Subito Texto (Fernsehserie, 2 Episoden)
- 2015–2016: Jérémie (Fernsehserie, 7 Episoden)
- 2016: Man Seeking Woman (Fernsehserie, Episode 2x01)
- 2016: Ruptures (Fernsehserie, 3 Episoden)
- 2016: Rogue (Fernsehserie, Episode 3x11)
- 2016: Toi & Moi (Fernsehserie, Episode 3x25)
- 2016: Summer Villa (Fernsehfilm)
- 2016–2017: District 31 (Fernsehserie, 8 Episoden)
- 2016–2020: Letterkenny (Fernsehserie, 8 Episoden)
- 2017: Killjoys (Fernsehserie, 2 Episoden)
- 2017: Another Kind of Wedding
- 2018: Die Wahrheit über den Fall Harry Quebert (The Truth About the Harry Quebert Affair) (Fernsehserie)
- 2018: La Malédiction de Jonathan Plourde (Fernsehserie, 6 Episoden)
- 2018–2019: Clash (Fernsehserie, 21 Episoden)
- 2019–2021: When Hope Calls (Fernsehserie, 5 Episoden)
- 2020: The Bold Type – Der Weg nach oben (The Bold Type) (Fernsehserie, Episode 4x15)
- 2022: Stay the Night
- 2023: Christmas Casanova (Fernsehfilm)
- 2023: Le sacrifice du roi (Kurzfilm)
- 2024: A Match in Manhattan (Fernsehfilm)